# Кохановський Станіслав Володимирович
Станісла́в Володи́мирович Кохано́вський — солдат, Державна прикордонна служба України, капітан вільного козацтва.

## З життєпису
Доброволець, Київський козацький полк. 23 серпня 2014 року  вчотирьох — з Орестом Дирівим, Андрієм Мойсеєнком, Юрієм Осипенком протистояли російському наступу на Новоазовськ. Усі четверо поранені, контужені.

## Нагороди
За особисту мужність і героїзм, виявлені у захисті державного суверенітету та територіальної цілісності України, вірність військовій присязі під час російсько-української війни
- нагороджений орденом «За мужність» III ступеня(26.2.2015).